# Adoxomyia regularis
Adoxomyia regularis är en tvåvingeart som beskrevs av James 1969. Adoxomyia regularis ingår i släktet Adoxomyia och familjen vapenflugor. Inga underarter finns listade i Catalogue of Life.